# Delta du Jacuí
Le delta du Jacuí est un ensemble hydrographique d'îles, canaux, marais et étangs du Rio Grande do Sul, à proximité immédiate de Porto Alegre. Cet ensemble se forme à partir des rivières Gravataí, Sinos, Caí et principalement du Jacuí, dans lequel se jettent les trois premières, peu avant la formation du delta. Les eaux de ce delta forment le Guaíba, qui débouche ensuite sur la Lagoa dos Patos, puis vers l'océan Atlantique.

## Parc d'État du delta du Jacuí
Étant donné l'importance du delta pour la région où il se situe, en raison de son potentiel de régulation des crues et du maintien des sols, la préservation de cette zone est extrêmement importante. Il est devenu une Aire de protection écologique le 28 septembre 2004.

### Localisation
Le delta se situe sur les municipalités de Porto Alegre (quartier d'Arquipélago), Canoas, Nova Santa Rita, Triunfo, Charqueadas et Eldorado do Sul, pour une superficie de 17.245 hectares.

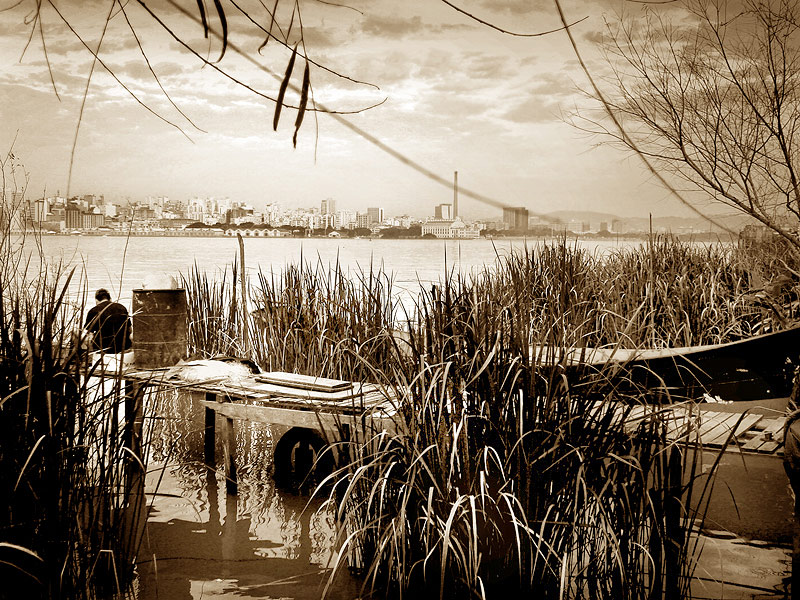
Vue de Porto Alegre depuis l'île da Pintada.

Les îles que la zone comprend sont :
- Île das Balseiras
- Île Cabeçuda
- Île do Chico Inglês
- Île do Cipriano
- Île do Corumbé
- Île da Figueira
- Île das Flores
- Île da Formiga
- Île do Furado
- Ilha das Garças
- Île Grande do Domingos José Lopes
- Île Grande dos Marinheiros
- Île do Humaitá
- Île do Lage
- Île Leopoldina
- Île do Lírio do Cravo
- Île Mauá
- Île Nova
- Île do Oliveira
- Île do Pavão
- Île da Pintada
- Île Pinto Flores
- Île da Pólvora
- Île das Pombas
- Île Ponta Rasa
- Île do Serafim
- Île dos Siqueiras
- Île da Virgínia